# Барклайс-центр
«Барклайс-центр» (англ. «Barclays Center») — спортивная арена, расположенная в Бруклине (Нью-Йорк), США. Является домашней ареной баскетбольной команды «Бруклин Нетс» и женской баскетбольной команды «Нью-Йорк Либерти». Основной конкурент «Медисон-сквер-гардена» по проведению различных мероприятий в Нью-Йорке.
Первым из известных артистов в «Барклайс-центре» выступил популярный исполнитель в стиле хип-хоп Jay-Z.
В 2009—2015 годах Михаил Прохоров купил «Барклайс-центр» за примерно 1,5 млрд долларов, а в 2019 году продал эту арену вместе с командой «Бруклин Нетс» ориентировочно за 2,35 млрд долларов китайскому миллиардеру Джозефу Цаю.

## Строительство
Арену спроектировал Эллербе Бекет, он также работал над стадионами таких команд, как: «Бостон Селтикс», «Сан-Антонио Спёрс», «Шарлотт Бобкэтс», «Индиана Пэйсерс», «Кливленд Кавальерс», «Мемфис Гриззлис», «Финикс Санз», «Филадельфия Севенти Сиксерс» и «Портленд Трэйл Блэйзерс». 23 сентября 2009 года российский предприниматель Михаил Прохоров стал владельцем «Нью-Джерси Нетс», а также основным инвестором арены в Бруклине. Строительство сооружения началось 11 марта 2010 года.

## Название
18 января 2007 года было объявлено, что название будущей арены будет звучать как «Барклайс-центр». Английская компания Barclays будет выплачивать в общей сложности 400 млн долларов следующие 20 лет. Эта сделка побила рекорд стоимости, ранее принадлежавший «Филипс-арене», за права на название которой было заплачено 185 млн долларов. Однако сделка была пересмотрена и её стоимость упала до 200 млн долларов, что всё равно осталось рекордом.